# Gnosticismo

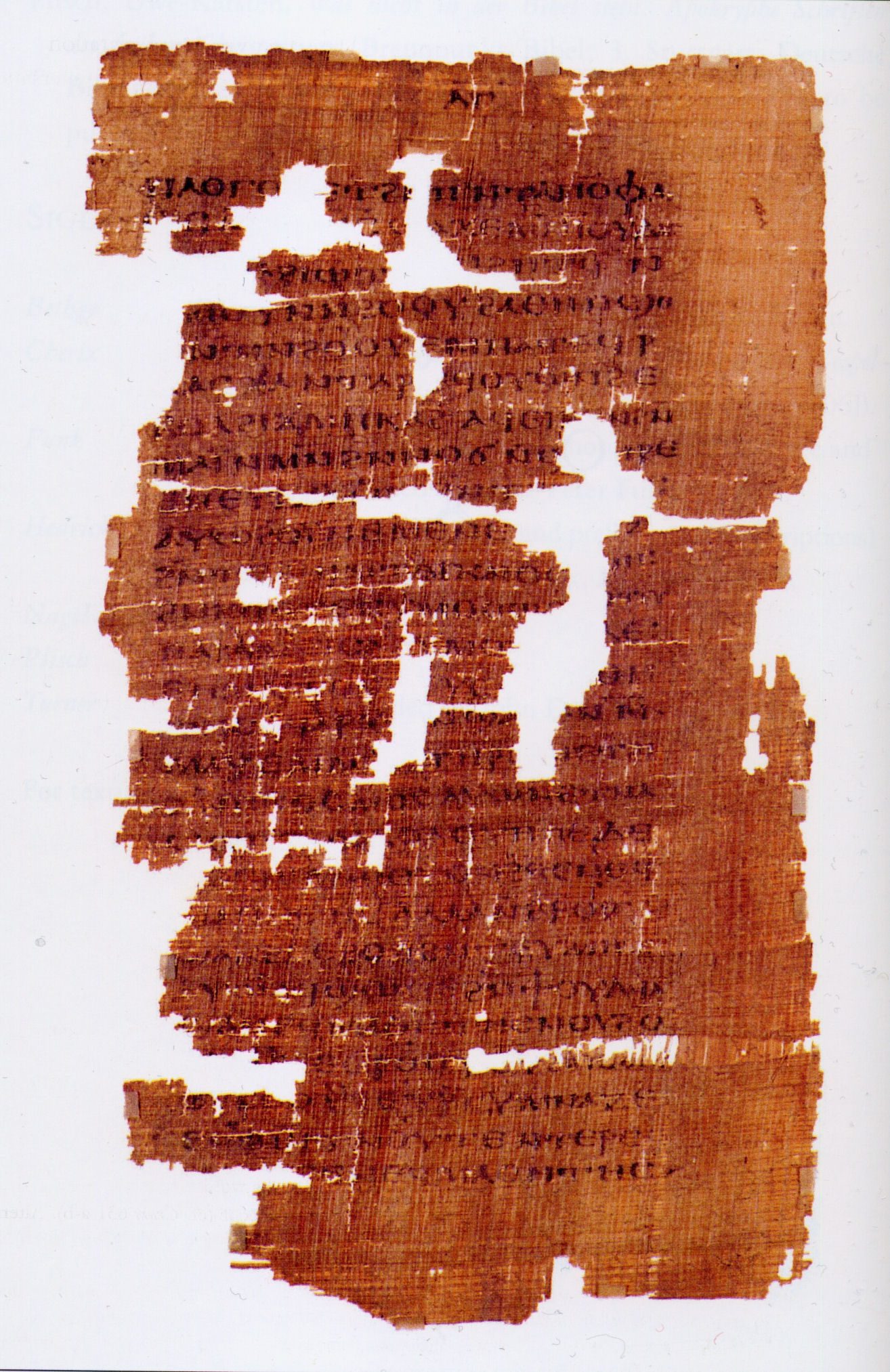
Página del Evangelio de Judas.

El gnosticismo (del griego antiguo: γνωστικός [gnōstikós], ‘tener conocimiento’) es un conjunto de antiguas ideas y sistemas religiosos que se fusionaron en el siglo I d. C. entre sectas judías y cristianas tempranas.
Su núcleo esencial es la creencia en la presencia en el hombre de una chispa o centella, que proviene del ámbito de lo divino y que en este mundo se halla sometida al destino, al nacimiento y a la muerte. Esa chispa divina debe ser despertada por la contrapartida divina del yo humano para ser finalmente reintegrada al lugar de donde procede. Según los investigadores reunidos en Messina en 1966, aquellos grupos que abracen como contenido central de su doctrina este conjunto nuclear de ideas pueden considerarse gnósticos.
Estos varios grupos enfatizaban el conocimiento espiritual (gnosis) por encima de las enseñanzas y tradiciones protoortodoxas y la autoridad de instituciones religiosas. La cosmogonía gnóstica generalmente presenta una distinción entre un Dios supremo y oculto, y una deidad menor y malévola (en ocasiones asociada con la deidad bíblica de Yahveh [Jehová]), deidad que es la responsable de crear el universo material. En consecuencia, los gnósticos consideraban que la existencia material es defectuosa o malévola, y creían que el principal elemento de salvación era el conocimiento directo de la divinidad oculta, que puede alcanzarse a través de intuiciones místicas o esotéricas. Muchos textos gnósticos no discuten los conceptos de pecado y arrepentimiento, sino los de ilusión e iluminación.
Algunas de estas corrientes sincréticas filosófico-religiosas llegaron a mimetizarse con el cristianismo en los tres primeros siglos de nuestra era, convirtiéndose finalmente en un pensamiento declarado herético por la Iglesia después de una etapa de cierto prestigio entre algunos intelectuales cristianos. En efecto, puede hablarse de un gnosticismo pagano y de un gnosticismo cristiano, aunque el más significativo pensamiento gnóstico se alcanzó como rama heterodoxa del cristianismo primitivo. Según esta doctrina los iniciados no se salvan por la fe en el perdón gracias al sacrificio de Cristo, sino que se salvan mediante la gnosis, o conocimiento introspectivo de lo divino, que es un conocimiento superior a la fe. Ni la sola fe ni la muerte de Cristo bastan para salvarse. El ser humano es autónomo para salvarse a sí mismo. El gnosticismo es una mística esotérica de la salvación. Se mezclan sincréticamente creencias orientalistas e ideas de la filosofía griega, principalmente platónica. Es una creencia dualista: el bien frente al mal, el espíritu frente a la materia, el ser supremo frente al Demiurgo, el espíritu frente al cuerpo y el alma. El término proviene del griego Γνωστηκισμóς (gnostekismós); de Γνῶσις (gnosis): ‘conocimiento’.
Los escritos gnósticos florecieron entre ciertos grupos cristianos en el mundo mediterráneo hasta mediados del siglo II, cuando los primeros padres de la iglesia los denunciaron como herejía. Esfuerzos por destruir estos textos fueron exitosos en general, lo que resultó en que muy poco de los escritos de los teólogos gnósticos sobreviviera. Sin embargo, maestros gnósticos tempranos como Valentín creían que sus creencias eran compatibles con el cristianismo. Cristo es visto como un ser divino que ha tomado forma humana para liderar la humanidad de vuelta a la Luz, el reconocimiento de su propia naturaleza divina. Sin embargo, el gnosticismo no se refiere a un único sistema estandarizado, y el énfasis en la experiencia directa da espacio a una amplia variedad de enseñanzas, incluyendo corrientes distintas como el valentinianismo o el setianismo, o corrientes posteriores cómo el catarismo. En el Imperio persa, las ideas gnósticas se difundieron incluso hasta China a través del movimiento relacionado llamado maniqueísmo, en tanto que el mandeísmo (la única religión gnóstica de la antigüedad que todavía sobrevive) sigue aún vigente en Irak, Irán y comunidades de la diáspora.
Por siglos, la mayoría del conocimiento académico sobre el gnosticismo estuvo limitado a los escritos anti-heréticos de figuras cristianas ortodoxas como Ireneo de Lyon e Hipólito de Roma. Un renovado interés en el gnosticismo ocurrió después del descubrimiento, en 1945, de la Biblioteca de Nag Hammadi en Egipto; una colección de raros y antiguos textos cristianos y gnósticos, entre los que se incluyen el Evangelio apócrifo de Tomás y el Apócrifo de Juan. Académicos como Elaine Pagels han reconocido la influencia de fuentes tales como el judaísmo helenístico, el zoroastrismo y el platonismo en los textos de Nag Hammadi, y algunos académicos han notado posibles vínculos con el budismo y el hinduismo, aunque la evidencia de influencia directa de estas últimas fuentes no es conclusiva. Desde la década de 1990, el gnosticismo ha sido examinado con mayor detalle en la academia. Una cuestión importante en esta investigación académica es si el gnosticismo debe considerarse una forma de cristianismo temprano, un fenómeno interreligioso o como una religión independiente. Más aún, otros académicos contemporáneos como Michael Allen Williams y David G. Robertson han disputado si «gnosticismo» es todavía una categoría válida o útil en lo absoluto, o si en cambio era simplemente un término técnico de los heresiólogos proto-ortodoxos para referirse a un grupo dispar de grupos cristianos contémporaneos.
A partir del redescubriendo moderno de sus textos, que dio a conocer sus doctrinas, el gnosticismo daría origen al neognosticismo, término que se usa para describir diversas corrientes contemporáneas que reviven o reinterpretan elementos del gnosticismo clásico y mezcla elementos de religiones orientales, esoterismo y filosofía moderna; lo que hace que no esté ligado directamente a las doctrinas gnósticas cristianas o a las doctrinas grecorromanas antiguas de sus orígenes.

## Etimología
Gnosis es un sustantivo griego femenino que significa «conocimiento» o «conciencia». Se utiliza a menudo para referirse al conocimiento basado en la experiencia o percepción personal en comparación con el conocimiento intelectual (εἴδειν, eídein). Un término relacionado es el adjetivo gnostikos, «cognitivo», un adjetivo razonablemente común en griego clásico. En un contexto religioso, la gnosis es conocimiento místico o esotérico basado en la participación directa con lo divino. En la mayoría de sistemas gnósticos, la causa suficiente de la salvación es este «conocimiento de» («familiaridad con») lo divino. Es un «conocer» interior, comparable con aquél al que invitaba Plotino (neoplatonismo), y difiere de las perspectivas cristianas proto-ortodoxas. Los gnósticos son «aquellos que están orientados hacia el conocimiento y el entendimiento —o la percepción y el aprendizaje— como una modalidad particular de vida». El significado usual de gnostikos en los textos clásicos griegos es el de «culto» (aprendido o educado) o «intelectual», como lo usa Platón en la comparación entre «práctico» (praktikos) e «intelectual» (gnostikos). El uso platónico de «culto» o «aprendido» es típico de los textos clásicos.
Para el periodo helenístico, el término empezó a asociarse con los misterios greco-romanos, convirtiéndose en un sinónimo del término griego musterion. El adjetivo gnóstico no se usa en el Nuevo Testamento, pero Clemente de Alejandría habla del cristiano «culto» (gnostikos) en términos elogiosos. El uso de gnostikos en relación con la herejía se origina en los intérpretes de Ireneo. Algunos académicos consideran que Ireneo utiliza a veces la palabra gnostikos para significar simplemente «intelectual», en tanto que su mención de la «secta intelectual» es una designación específica. El término «gnosticismo» no aparece en fuentes antiguas, y fue acuñado por primera vez en el siglo XVII por Henry More en un comentario sobre las siete cartas del Libro del Apocalipsis, donde More usa el término «Gnosticisme» para describir la herejía en Tiatira. El término gnosticismo se derivó del uso del adjetivo griego gnostikos (en griego γνωστικός, «culto», «aprendido», «intelectual») por san Ireneo (c. 185) para describir a la escuela de Valentín como «he legomene gnostike haeresis», la herejía llamada Aprendida (gnóstica).

## Orígenes
Los orígenes del gnosticismo son oscuros y aún hoy motivo de debate. Los grupos cristianos proto-ortodoxos llamaron a los gnósticos una herejía del cristianismo, pero de acuerdo con los académicos modernos el origen de la teología gnóstica está estrechamente relacionado con medios sectarios judíos y sectas cristianas primitivas. Los académicos debaten si los orígenes del gnosticismo tienen raíces en el neoplatonismo y el budismo, debido a similitudes en sus creencias, pero su origen es actualmente desconocido. A medida que el cristianismo se desarrolló y se hizo más popular, lo propio ocurrió con el gnosticismo, y a menudo coexistían en los mismos lugares grupos cristianos proto-ortodoxos y grupos cristianos gnósticos. La creencia gnóstica era generalizada dentro del cristianismo hasta que las comunidades cristianas proto-ortodoxas expulsaron al grupo en los siglos II y III. El gnosticismo se convirtió así en uno de los primeros grupos en ser declarado herético.
Algunos académicos prefieren hablar de «gnosis» para referirse a las ideas del siglo I que luego habrían de desarrollarse en el gnosticismo, y reservar el término «gnosticismo» para la síntesis de estas ideas en un movimiento coherente en el siglo II. De acuerdo con James M. Robinson, ningún texto gnóstico antecede claramente al cristianismo, y «el gnosticismo precristiano como tal es difícil de encontrarse, de manera tal que se pueda cerrar el debate de manera definitiva». Sin embargo, la biblioteca de Nag Hammadi contenía enseñanzas herméticas que, de manera debatible, se remontan al Antiguo Reino de Egipto (c. 2686-2181 a. C.).
También se ha afirmado que la mayoría de sectas gnósticas populares se inspiraron en gran medida en el zoroastrismo.

### Orígenes judeocristianos
Los académicos contemporáneos tienden a estar de acuerdo en que el gnosticismo tiene orígenes judeocristianos, originándose a finales del siglo I entre sectas judías no-rabínicas y sectas cristianas primitivas. La antropóloga británica Ethel S. Drower añade: «el judaísmo heterodoxo en Galilea y Samaria parece haber tomado la forma que ahora llamamos gnóstica, y es muy posible que existiera algún tiempo antes de la era cristiana».: xv 
Muchos de los líderes de escuelas gnósticas fueron identificados por los padres de la iglesia como judíos cristianos, y palabras y nombres de Dios en hebreo eran aplicadas en algunos sistemas gnósticos. Las especulaciones cosmogónicas entre los cristianos gnósticos se basaron al menos en parte en los textos místicos judíos del Maaseh Breishit y el Maaseh Merkabah. Esta tesis es propuesta particularmente por Gershom Scholem (1897-1982) y Gilles Quispel (1916-2006). Scholem encontró rasgos de gnosis judía en el imaginario de la Merkabah, que también pueden hallarse en documentos gnósticos «cristianos», por ejemplo en el ser «llevado» al tercer cielo que menciona el apóstol Pablo. Quispel ve el gnosticismo como un desarrollo judío independiente, trazando sus orígenes a los judíos alejandrinos, un grupo con el que Valentín también estaba conectado.
Muchos de los textos de Nag Hammadi hacen referencia al judaísmo, en algunos casos con un rechazo violento al Dios judío. Gershom Scholem describió alguna vez al gnosticismo como «el caso más grande de antisemitismo metafísico». El profesor Steven Bayme afirmó que el gnosticismo debería caracterizarse mejor como antijudaísmo. La investigación reciente sobre los orígenes del gnosticismo muestra una fuerte influencia judía, particularmente de la literatura de las Hejalot.
Dentro del cristianismo primitivo, las enseñanzas de Pablo y Juan pueden haber sido un punto de partida para ideas gnósticas, con un énfasis creciente en la oposición entre carne y espíritu, el valor del carisma, y la descalificación de la ley judía. El cuerpo mortal pertenecía al mundo de los poderes inferiores y mundanos (los arcontes), y solo el espíritu o el alma podían ser salvos. El término gnostikos puede haber adquirido mayor significado allí.
Alejandría fue de una importancia central para el nacimiento del gnosticismo. La ecclesia cristiana (es decir, la congregación, iglesia) era de origen judeocristiano, pero atraía también a miembros griegos, y varias corrientes de pensamiento estaban disponibles, como el «apocalipticismo judaico, la especulación sobre la sabiduría divina, la filosofía griega y las religiones mistéricas helenísticas».

En relación con la cristología angelical de algunos cristianos primitivos, Darrell Hannah señala que:
«[Algunos] cristianos primitivos entendían ontológicamente al Cristo preencarnado como un ángel. Esta cristología del «verdadero» ángel tomó muchas formas y puede haber aparecido ya a finales del siglo I, si en efecto es esta la perspectiva a la que hacen oposición los primeros capítulos de la Carta a los Hebreos. Los Elcesaitas, o al menos los cristianos influidos por ellos, emparejaban al Cristo masculino con el Espíritu Santo femenino, viéndolos a ambos como dos ángeles gigantescos. Algunos gnósticos valentinianos suponían que Cristo asumió una naturaleza angélica y que podría ser el Salvador de los ángeles. El autor del Testamento de Salomón sostenía que Cristo era un ángel ‘frustrante’ particularmente efectivo en el exorcismo de los demonios. El autor de De Centesima y el ‘Ebionitas’ de Epifanio sostienen que Cristo ha sido el más alto e importante de los arcángeles creados primero, una perspectiva similar en muchos respectos a la ecuación que hace Hermas de Cristo y Miguel. Finalmente, una posible tradición exegética detrás de La Ascensión de Isaías y corroborada por el maestro hebreo de Orígenes, puede atestiguar sobre otra cristología angélica, así como una pneumatología angélica».
El texto cristiano pseudoepigráfico La Ascensión de Isaías identifica a Jesús con la cristología angelical:
[Cristo el Señor es comisionado por el Padre] Y escuché la voz del Más Alto, el padre de mi SEÑOR cuando le decía a mi SEÑOR Cristo quién será llamado Jesús, ‘Ve y desciende a través de todos los cielos…’
El Pastor de Hermas es una obra literaria cristiana que era considerada como escritura canónica por algunos de los primeros padres de la iglesia como Ireneo. Jesús es identificado con la cristología angelical en la parábola 5, cuando el autor menciona un Hijo de Dios, como un hombre virtuoso lleno de un Santo «espíritu preexistente».

### Influencias neoplatónicas
Conexiones gnósticas con el neoplatonismo fueron propuestas por primera vez en la década de 1880. Ugo Bianchi, quien organizó el Congreso de Messina de 1966 sobre los orígenes del gnosticismo, propuso también orígenes órficos y platónicos. Los gnósticos tomaron varias ideas y términos importantes del platonismo, usando conceptos filosóficos griegos a lo largo de sus textos, incluyendo conceptos tales como el de hipóstasis (realidad, existencia), ousia (esencia, sustancia, ser), y demiurgo (Dios creador). Tanto los gnósticos setianos como los valentinianos parecen haber sido influidos por Platón, por el platonismo medio y por las academias o escuelas de pensamiento del neopitagorismo. Las dos escuelas intentaron "un esfuerzo hacia la conciliación, incluso la afiliación" con la filosofía antigua posterior, esfuerzos en los que fueron rechazados por algunos neoplatónicos, incluyendo a Plotino.

### Orígenes o influencias persas
Las primeras investigaciones sobre los orígenes del gnosticismo proponían orígenes o influencias persas, dispersándose hasta Europa e incorporando elementos judíos. De acuerdo con Wilhelm Bousset (1865–1920), el gnosticismo fue una forma de sincretismo iranio y mesopotámico, y Richard August Reitzenstein (1861–1931) famosamente situó los orígenes del gnosticismo en Persia.
Carsten Colpe ha analizado y criticado la hipótesis iraní de Reitzenstein, mostrando que muchas de sus hipótesis son insostenibles. Sin embargo, Geo Widengren (1907–1996) propuso que el origen del gnosticismo (mandeísta) estuvo en el zurvanismo zoroastrista (mazdeano), en conjunto con ideas del mundo mesopotamio aramaico.
Sin embargo, estudiosos especializados en el mandeísmo como Kurt Rudolph, Mark Lidzbarski, Rudolf Macúch, Ethel S. Drower, James F. McGrath, Charles G. Häberl, Jorunn Jacobsen Buckley o Şinasi Gündüz defienden un origen palestino. La mayoría de estos expertos creen que los mandeos probablemente tienen una conexión histórica con el círculo íntimo de discípulos de Juan el Bautistas. Charles Häberl, que también es lingüista especializado en mandeo, encuentra influencias palestinas y arameas samaritanas en el mandeo y acepta que los mandeos tienen una «historia palestina compartida con los judíos».

### Paralelos budistas
En 1966, en el Congreso de Median, el budólogo Edward Conze señaló puntos fenomenológicos en común entre el budismo mahayana y el gnosticismo, en su artículo Budismo y Gnosis, tras una idea anterior adelantada por Isaac Jacob Schmidt. La influencia del budismo en cualquier sentido, bien en el gnostikos Valentín o en los textos de Nag Hammadi (siglo III) no ha recibido soporte en la investigación moderna, si bien Elaine Pagels (1979) lo denominó una «posibilidad».

## Características
El gnosticismo cristiano, pagano en sus raíces, llegaba a presentarse como representante de su tradición más pura. El texto gnóstico de Eugnosto el Beato parece ser anterior al nacimiento de Jesús de Nazaret.
La enorme diversidad de doctrinas y «escuelas gnósticas» hace difícil hablar de un solo gnosticismo. Algunos aspectos comunes de su pensamiento, no obstante, podrían ser:
- Su carácter iniciático, por el cual ciertas doctrinas secretas del Cristo o el "ungido" estaban destinadas a ser reveladas a una élite de iniciados. De esta forma, los gnósticos cristianos reclaman constituir testigos especiales de Cristo, con acceso directo al conocimiento de lo divino a través de la gnosis o experimentación introspectiva a través de la cual se podía llegar al conocimiento de las verdades trascendentales. La gnosis era, pues, la forma suprema de conocimiento, solamente al alcance de iniciados.
- El mismo conocimiento de las verdades trascendentes producía la salvación. Según las diversas corrientes, la importancia de practicar una vida cristiana podía variar, siendo en cualquier caso algo secundario.
- Su carácter dualista, por el cual se hacía una escisión tajante entre la materia y el espíritu. El mal y la perdición estaban ligados a la materia, mientras que lo divino y la salvación pertenecían a lo espiritual. Por esa razón no podía existir salvación alguna en la materia ni en el cuerpo. El ser humano solo podía acceder a la salvación a través de la pequeña chispa de divinidad que era el espíritu. Solo a través de la conciencia del propio espíritu, de su carácter divino y de su acceso introspectivo a las verdades trascendentes sobre su propia naturaleza podía este liberarse y salvarse. Esta experimentación casi empírica de lo divino era la gnosis, una experiencia interna del espíritu. Aquí se puede ver en el platonismo un antecedente claro del gnosticismo, tanto en su dualismo materia-espíritu, como en su forma instrospectiva de acceder al conocimiento superior, siendo la gnosis una versión religiosa de la mayéutica de Sócrates. Este dualismo también prefigura el futuro maniqueísmo.
- Su peculiar cristología: Siendo la materia el anclaje y origen del mal, no es concebible que Jesucristo pudiera ser un ser divino y asociarse a un cuerpo material a la vez, puesto que la materia es contaminadora. Por esa razón surge la doctrina del Cuerpo aparente de Cristo, según la cual la Divinidad no pudo venir en carne, sino que vino en espíritu, mostrando a los hombres un cuerpo «aparentemente» material (docetismo). Otras corrientes sostienen que Jesucristo fue un hombre vulgar que en la época de su ministerio fue levantado, adoptado por una fuerza divina (adopcionismo). Otras doctrinas afirman que la verdadera misión de Cristo era transmitir a los espíritus humanos el principio del autoconocimiento que permitía que las almas se salvaran por sí mismas al liberarse de la materia. Otras enseñanzas proponían incluso que Jesús no era un ser divino.
- Peculiares enseñanzas sobre la divinidad. Entre estas se encontraba la de que todo espíritu era divino, incluyendo la parte espiritual del hombre (el alma), que no necesitaba a nadie para salvarse a sí mismo, siendo Cristo enviado a revelar esa verdad. Por otra parte, el creador/ordenador de la materia (llamado Demiurgo), al multiplicar con su creación la materia, sería un ser malvado y opuesto al verdadero Ser Supremo del cual surgió.
- Conclusiones éticas muy divergentes: Siguiendo la idea de la condenación de la materia, algunas corrientes afirmaban que era necesario el castigo y martirización del cuerpo para, a través del padecimiento de la carne, contribuir a la liberación del espíritu, propugnando un modo de vida ascético. Sin embargo, otras corrientes afirmaban que, siendo la salvación dependiente únicamente de la gnosis del alma, el comportamiento del cuerpo era irrelevante, disculpándolo de toda atadura moral y librándolo a toda clase de goces. Otras enseñanzas reprobaban la multiplicación de la materia, siendo así la procreación un acto condenable. También existían corrientes que, al igual que el platonismo y las filosofías orientales, creían en el retorno cíclico de las almas a la prisión de la materia a través de la reencarnación. El iniciado, igualmente, buscaba romper este ciclo a través de la gnosis (a través de la iluminación, en las religiones orientales).
- Interpretación alegórica del cristianismo y de las escrituras. Así, se reinterpretan a la luz gnóstica las historias de la creación, etc. dándoles significados filosóficos.
- Establecimiento de jerarquías espirituales: En la cima de los seres existe un Dios, un ser perfecto e inmanente cuya propia perfección hace que no tenga relación alguna con el resto de seres imperfectos. Es inmutable e inaccesible. Descendiendo en una escala de seres emanados de aquel llegamos al Demiurgo, antítesis y culmen de la degeneración progresiva de los seres espirituales, y origen del mal. En su maldad, el Demiurgo crea el mundo, la materia, encadenando la esencia espiritual de los hombres a la prisión de la carne. En este escenario se libra una batalla entre los principios del bien y el mal, la materia (apariencia) y el espíritu (sustancia). Podemos ver paralelismos claros con el zoroastrismo.
- Establecimiento de jerarquías humanas: En la cima de la jerarquía humana estaban los iniciados, en los que es predominante el espíritu. Ellos pueden experimentar la gnosis y acceder así a la salvación. Por debajo está el resto de los cristianos, en los que predomina el alma sensible y que se pueden salvar siguiendo la guía de los primeros. En la parte más baja están aquellos en que predomina el cuerpo y que, por tanto, no alcanzarán la salvación.

## Conceptos místicos o mitológicos

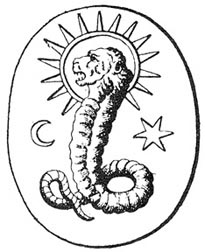
Una deidad con cara de león encontrada en una gema gnóstica incluida en L'antiquité expliquée et représentée en figures de Bernard de Montfaucon, puede ser una representación de Yaldabaoth, el Demiurgo.

Entre los conceptos místicos con características mitológicas presentes en el gnosticismo podemos encontrar:
- Arconte
- Demiurgo
- Mónada
- Abraxas
- Eón
- Pléroma
- Emanatismo

## Historia y fuentes
Se pueden discernir tres períodos en el desarrollo del gnosticismo:
- Finales del siglo I y principios del siglo II: desarrollo de las ideas gnósticas, contemporáneo a la redacción del Nuevo Testamento;
- mediados del siglo II hasta comienzos del siglo III: punto cumbre de los maestros gnósticos clásicos y sus sistemas, «que afirmaban que sus sistemas representaban la verdad interior revelada por Jesús»;[54]
- finales del siglo II hasta el siglo IV: reacción de la iglesia proto-ortodoxa y condena como herejía, y posterior declive.

Durante el primer período, se desarrollaron tres tipos de tradición:
- El Génesis se reinterpretó en medios judíos, viendo a Yahvé como un Dios celoso que esclavizaba a la gente; la libertad debía obtenerse de este Dios celoso;
- Se desarrolló una tradición sapiencial, en la que los dichos de Jesús se interpretaron como indicadores de una sabiduría esotérica, en la que el alma podía ser divinizada mediante la identificación con la sabiduría.[54][nota 1]Algunos de los dichos de Jesús pueden haber sido incorporados a los evangelios para poner un límite a este desarrollo. Los conflictos descritos en 1 Corintios pueden haber sido inspirados por un choque entre esta tradición sapiencial y el evangelio paulino de la crucifixión y la resurreción;
- Se desarrolló una historia mítica sobre el descenso de una criatura celestial para revelar el mundo divino como el verdadero hogar de los seres humanos.[54] El cristianismo judío veía al Mesías, o Cristo, como «un aspecto eterno de la naturaleza oculta de Dios, su 'espíritu' y 'verdad', que se revelaba a lo largo de la historia sagrada».[56]

Algunos cristianos identifican como gnóstico a Simón el Mago, personaje que aparece en una narración en Hechos de los apóstoles en el Nuevo Testamento. Su personalidad más relevante fue Valentín de Alejandría, que llevó a Roma una doctrina gnóstica intelectualizante. En Roma tuvo un papel activo en la vida pública de la Iglesia. Su prestigio era tal que se le tuvo en consideración como posible obispo de Roma. Otro gnóstico de renombre es Pablo de Samósata, autor de una célebre herejía sobre la naturaleza de Cristo. Carpócrates concibió la idea de la libertad moral de los perfectos, en la práctica una ausencia total de reglas morales.
Finalmente, el amplio rango de variación moral del gnosticismo fue visto con recelo y el obispo Ireneo de Lyon lo declaró herejía en el 180 d. C., para la Iglesia católica.
El movimiento se extendió en las zonas controladas por el Imperio romano y los godos arrianos, y el Imperio persa. Siguió desarrollándose en el Mediterráneo y Oriente Medio antes y durante los siglos II y III, pero su declive se produjo también durante el siglo III, debido a la creciente aversión de la Iglesia nicena y al deterioro económico y cultural del Imperio romano. La conversión al islam y la Cruzada Albigense (1209-1229) redujeron en gran medida el número de gnósticos que quedaban a lo largo de la Edad Media, aunque todavía existen en la actualidad comunidades mandeas en Irak, Irán y comunidades de la diáspora. Ideas gnósticas y pseudognósticas llegaron a influir en algunas de las filosofías de varios movimientos místicos esotéricos de los siglos XIX y XX en Europa y Norteamérica, incluyendo algunos que se identifican explícitamente como resurgimientos o incluso continuaciones de grupos gnósticos anteriores.
En 1945 fue descubierta una biblioteca de manuscritos gnósticos en Nag Hammadi (Egipto), que ha permitido un conocimiento mejor de sus doctrinas, anteriormente solo conocidas a través de citas, refutaciones, apologías y heresiologías realizadas por Padres de la Iglesia.

### Neognosticismo
El gnosticismo moderno o neognosticismo incluye una variedad de movimientos religiosos, derivada de la antigua sociedad helenística en torno al Mediterráneo. En el siglo XIX se publicaron estudios populares que hicieron uso de textos recientemente redescubiertos. En este período también hubo reactivación del movimiento religioso gnóstico en Francia. La aparición de la biblioteca de Nag Hammadi en 1945 aumentó considerablemente la cantidad de textos disponibles. 

## Relación con el cristianismo primitivo
Dillon señala que el gnosticismo plantea cuestiones sobre el desarrollo del cristianismo primitivo.

### Ortodoxia y herejía
Los heresiólogos cristianos, sobre todo Ireneo, consideraban el gnosticismo como una herejía cristiana. Los estudiosos modernos señalan que el cristianismo primitivo era diverso, y que la ortodoxia cristiana solo se asentó en el siglo IV, cuando el Imperio romano entró en declive y el gnosticismo perdió su influencia. Los gnósticos y los cristianos proto-ortodoxos compartían cierta terminología. Al principio, era difícil distinguir unos de otros.
Según Walter Bauer, las «herejías» bien pueden haber sido la forma original del cristianismo en muchas regiones. Este tema fue desarrollado por Elaine Pagels, quien sostiene que «la iglesia proto-ortodoxa se encontró en debates con cristianos gnósticos que les ayudaron a estabilizar sus propias creencias». Según Gilles Quispel, el catolicismo surgió como respuesta al gnosticismo, estableciendo salvaguardas en la forma del episcopado monárquico, el credo y el canon de las sagradas escrituras.

### Jesús histórico
Los movimientos gnósticos pueden contener información sobre el Jesús histórico, en tanto algunos textos preservan dichos que muestran similitudes con los dichos canónicos. Especialmente el Evangelio de Tomás tiene una cantidad significativa de dichos paralelos. Sin embargo, una diferencia notable es que los dichos canónicos se centran en el fin de los tiempos, mientras que los dichos de Tomás se centran en un reino de los cielos que ya está aquí, y no en un evento futuro. Según Helmut Koester, esto se debe a que los dichos de Tomás son más antiguos, lo que implica que en las primeras formas de cristianismo se consideraba a Jesús como un maestro de sabiduría. Una hipótesis alternativa afirma que los autores de Tomás escribieron en el siglo II, cambiando los dichos existentes y eliminando las preocupaciones apocalípticas. Según April DeConick, tal cambio se produjo cuando el fin de los tiempos no llegó, y la tradición tomista se orientó hacia una «nueva teología del misticismo» y un «compromiso teológico con un reino de los cielos plenamente presente aquí y ahora, en el que su iglesia había alcanzado el estatus divino de Adán y Eva antes de la Caída».

### Literatura juanina
El prólogo del Evangelio de Juan describe al Logos encarnado, la luz que vino a la tierra, en la persona de Jesús. El Apócrifo de Juan contiene un esquema de tres descendientes del reino celestial, siendo el tercero Jesús, al igual que en el Evangelio de Juan. Las similitudes apuntan probablemente a una relación entre las ideas gnósticas y la comunidad juanina. Según Raymond E. Brown, el Evangelio de Juan muestra «el desarrollo de ciertas ideas gnósticas, especialmente Cristo como revelador celestial, el énfasis en la luz frente a la oscuridad y animosidad antijudía». El material juanino revela debates sobre el mito del redentor. Las cartas juaninas muestran que hubo diferentes interpretaciones del relato evangélico, y las imágenes juaninas pueden haber contribuido a las ideas gnósticas del siglo II sobre Jesús como redentor que descendió del cielo. Según DeConick, el Evangelio de Juan muestra un «sistema de transición del cristianismo primitivo a las creencias gnósticas en un Dios que trasciende nuestro mundo». Según DeConick, Juan puede mostrar una bifurcación de la idea del Dios judío en el Padre celestial de Jesús y el padre de los judíos, «el Padre del Diablo» (la mayoría de traducciones dicen «de [tu] padre el Diablo»), que puede haberse desarrollado en la idea gnóstica de la Mónada y el Demiurgo.

### Pablo y el gnosticismo
Tertuliano llama a Pablo «el apóstol de los herejes», porque los escritos de Pablo eran atractivos para los gnósticos, y eran interpretados de forma gnóstica, mientras que los cristianos judíos encontraban que se alejaba de las raíces judías del cristianismo. En 1 Corintios, Pablo se refiere a algunos miembros de la iglesia como «poseedores de conocimiento» (en griego: τὸν ἔχοντα γνῶσιν, ton ejonta gnosin). James Dunn afirma que, en algunos casos, Pablo afirmaba puntos de vista más cercanos al gnosticismo que al cristianismo proto-ortodoxo.
Según Clemente de Alejandría, los discípulos de Valentín decían que este era alumno de un tal Teudas, que era alumno de Pablo, y Elaine Pagels señala que las epístolas de Pablo fueron interpretadas por Valentín de forma gnóstica, y que Pablo podría ser considerado un protognóstico además de un protocatólico. Muchos textos de Nag Hammadi, incluyendo, por ejemplo, la Oración de Pablo y el Apocalipsis copto de Pablo, consideran a Pablo como «el gran apóstol». El hecho de que afirmara haber recibido su evangelio directamente por revelación de Dios atrajo a los gnósticos, que reclamaban gnosis de Cristo resucitado. Los naasenos, cainitas y valentinianos se referían a las epístolas de Pablo.Timothy Freke y Peter Gandy han explorado en profundidad esta idea de Pablo como maestro gnóstico; si bien su premisa de que Jesús fue inventado por los primeros cristianos basándose en un supuesto culto mistérico grecorromano ha sido rechazada por los estudiosos. Sin embargo, su revelación era diferente de las revelaciones gnósticas.

## Principales movimientos

### Gnosticismo judeo-israelita
Aunque los elcesaitas y los mandeos se encontraban principalmente en Mesopotamia en los primeros siglos de la era común, sus orígenes parecen estar en el valle del Jordán.: 109 

#### Elcesaitas
Los elcesaitas fueron una secta bautismal judeocristiana que se originó en la Transjordania y estuvo activa entre los años 100 y 400 d. C. Los miembros de esta secta realizaban frecuentes bautismos de purificación y tenían una disposición gnóstica.: 123 La secta lleva el nombre de su líder Elkesai.
Según Joseph Lightfoot, el padre de la Iglesia Epifanio (que escribió en el siglo IV d. C.) parece hacer una distinción entre dos grupos principales dentro de los esenios: «De los que vinieron antes de su tiempo [Elxai (Elkesai), un profeta oseo] y durante él, los oseos y los nazaríes».

#### Mandeísmo

Mandeos en oración durante un bautismo.

El mandeísmo es una religión gnóstica, monoteísta y étnica.: 4  Los mandeos son un grupo etnorreligioso que habla un dialecto del arameo oriental conocido como mandeo. Son los únicos gnósticos supervivientes de la antigüedad. Su religión se ha practicado principalmente en los alrededores de la parte baja del Karún, el Éufrates y el Tigris, así como en los ríos que rodean la vía fluvial del Chat-el-Arab, en parte del sur de Irak y en la provincia de Juzestán, en Irán. El mandeísmo se sigue practicando en pequeños números, en partes del sur de Irak y en la provincia iraní de Juzestán, y se cree que hay entre 60.000 y 70.000 mandeos en todo el mundo.
El nombre «mandeo» procede del arameo manda, que significa conocimiento. Juan el Bautista es una figura clave en la religión, ya que el énfasis en el bautismo forma parte de sus creencias fundamentales. Según Nathaniel Deutsch, «la antropogonía mandea hace eco de relatos tanto rabínicos como gnósticos». Los mandeos veneran a Adán, Abel, Set, Enós, Noé, Sem, Aram y, especialmente, a Juan el Bautista. En la era moderna sobreviven cantidades importantes de las Sagradas Escrituras originales mandeas, escritas en arameo mandeo. El libro sagrado más importante se conoce como el Ginza Rabba y tiene porciones identificadas por algunos estudiosos como copiadas ya en los siglos II y III, mientras que otros académicos como S. F. Dunlap lo sitúan en el siglo I. También existe el Qolastā, o Libro Canónico de Oración y el Libro Mandeo de Juan (Sidra ḏ'Yahia) y otras escrituras.
Los mandeos creen que existe una batalla o conflicto constante entre las fuerzas del bien y del mal. Las fuerzas del bien están representadas por Nhura (luz) y Maia Hayyi (el agua viva) y las del mal por Hshuka (oscuridad) y Maia Tahmi (el agua muerta o rancia). Las dos aguas se mezclan en todas las cosas para lograr un equilibrio. Los mandeos también creen en una vida después de la muerte o cielo llamada Alma d-Nhura (Mundo de Luz).
En el mandeísmo, el Mundo de la Luz está gobernado por un Dios Supremo, conocido como Hayyi Rabbi («La Gran Vida» o «El Gran Dios Viviente»). Dios es tan grande, vasto e incomprensible que no hay palabras que puedan describir completamente lo impresionante que es Dios. Se cree que un número innumerable de Utras (ángeles o guardianes),: 8 manifestados de la luz, rodean y realizan actos de adoración para alabar y honrar a Dios. Habitan en mundos separados del mundo de la luz y algunos se denominan comúnmente como emanaciones y son seres subordinados al Dios Supremo, que también se conoce como «La Primera Vida». Los nombres de los Utras incluyen Segunda, Tercera y Cuarta Vida (es decir, Yōšamin, Abatur y Ptahil).: 8 
El Señor de las Tinieblas (Krun) es el gobernante del Mundo de las Tinieblas formado por aguas oscuras que representan el caos. El principal defensor del mundo de las tinieblas es un monstruo gigante, o dragón, con el nombre de Ur, y una gobernante malvada también habita el mundo de las tinieblas, conocida como Ruha. Los mandeos creen que estos gobernantes malévolos crearon una descendencia demoníaca que se considera dueña de los siete planetas y las doce constelaciones del zodiaco.
Según las creencias mandeas, el mundo material es una mezcla de luz y oscuridad creada por Ptahil, que desempeña el papel de demiurgo, con ayuda de poderes oscuros, como Ruha, los Siete, y los Doce.: 343–366 El cuerpo de Adán (de quien se cree que fue el primer humano creado por Dios en la tradición abrahámica) fue formado por estos seres oscuros, pero su alma (o mente) fue una creación directa de la Luz. Por lo tanto, los mandeos creen que el alma humana es capaz de salvarse porque se origina en el Mundo de la Luz. El alma, a veces denominada «Adán interior» o Adán kasia, necesita urgentemente ser rescatada de la oscuridad, para poder ascender al reino celestial del Mundo de la Luz. Los bautismos son un tema central en el mandeísmo, ya que se cree que son necesarios para la redención del alma. Los mandeos no llevan a cabo un único bautismo, como en religiones como el cristianismo, sino que consideran los bautismos como un acto ritual capaz de acercar el alma a la salvación. Por ello, los mandeos se bautizan repetidamente a lo largo de su vida. Los mandeos consideran que Juan el Bautista fue un mandeo nazareno.: 3  Juan es considerado su más grande y último maestro.

#### Sectas bautistas samaritanas
Según Magris, las sectas bautistas samaritanas eran una rama de los seguidores de Juan el Bautista. Una rama estaba a su vez encabezada por Dositeo, Simón el Mago y Menandro. En este entorno surgió la idea de que el mundo fue creado por ángeles ignorantes. Su ritual bautismal eliminaba las consecuencias del pecado y conducía a una regeneración por la que se superaba la muerte natural, causada por estos ángeles. Los líderes samaritanos eran vistos como «la encarnación del poder, espíritu o sabiduría de Dios, y como los redentores y reveladores del 'verdadero conocimiento'».
Los simonianos se centraban en Simón el Mago, el mago bautizado por Felipe y reprendido por Pedro en Hechos 8, que se convirtió en el cristianismo primitivo en el arquetipo de falso maestro. La atribución por parte de Justino Mártir, Ireneo y otros de una conexión entre las escuelas de su tiempo y la persona que aparece en Hechos 8 puede ser tan legendaria como las historias que se le atribuyen en varios libros apócrifos. Justino Mártir identifica a Menandro de Antioquía como alumno de Simón Mago. Según Hipólito, el simonianismo es una forma anterior de la doctrina valentiniana.
Los quqitas eran un grupo que seguía un tipo de gnosticismo samaritano e iranio en el siglo II d. C. en Erbil y en las cercanías de lo que hoy es el norte de Irak. La secta recibió el nombre de su fundador Quq, conocido como «el alfarero». La ideología quqita surgió en Edesa, Siria, en el siglo II. Los quqitas hacían hincapié en la Biblia hebrea, introdujeron cambios en el Nuevo Testamento, asociaban a doce profetas con doce apóstoles y sostenían que estos últimos se correspondían con el mismo número de evangelios. Sus creencias parecen haber sido eclécticas, con elementos de judaísmo, cristianismo, paganismo, astrología y gnosticismo.

### Gnosticismo sirio-egipcio
El gnosticismo sirio-egipcio incluye el setianismo, el valentinianismo, los basilideanos, tradiciones tomasianas y gnósticos de la serpiente (ofitas), así como otros grupos y escritores menores. El hermetismo es también una tradición gnóstica occidental, aunque difiere en algunos aspectos de estos otros grupos. La escuela sirio-egipcia deriva gran parte de su perspectiva de influencias platonistas. Representa la creación en una serie de emanaciones a partir de una fuente monádica primigenia, que finalmente da lugar a la creación del universo material. Estas escuelas tienden a ver el mal en términos de materia que es marcadamente inferior a la bondad y es carente de intuición espiritual y de bondad, en lugar verlo de como una fuerza igual.
Muchos de estos movimientos utilizaron textos relacionados con el cristianismo, y algunos se identificaron como específicamente cristianos, si bien muy diferentes de las formas ortodoxa o católica. Jesús y varios de sus apóstoles, como Tomás el Apóstol, aclamado como fundador de la forma tomasiana de gnosticismo, aparecen en muchos textos gnósticos. María Magdalena es respetada como líder gnóstica y algunos textos gnósticos, como el Evangelio de María Magdalena, la consideran superior a los doce apóstoles. Juan el Evangelista es clamado como gnóstico por algunos intérpretes gnósticos, como es el caso incluso de San Pablo. La mayor parte de la literatura de esta categoría nos es conocida a través de la Biblioteca de Nag Hammadi.

#### Setita-Barbeloita
El setianismo fue una de las principales corrientes de gnosticismo durante los siglos II y III, así como el prototipo del gnosticismo tal y como fue condenado por Ireneo. El setianismo atribuía su gnosis a Set, tercer hijo de Adán y Eva, y a Norea, esposa de Noé, quien también desempeña un papel en el mandeanismo y el maniqueísmo. Su texto principal es el Apócrifo de Juan, que no contiene elementos cristianos y es una amalgama de dos mitos anteriores. Textos previos, como el Apocalipsis de Adán, muestran signos de ser precristianos y se centran en Set, tercer hijo de Adán y Eva. Textos setianos posteriores siguen interactuando con el platonismo. Textos setianos como el Zostrianos o el Alógenes se basan en imágenes de textos setianos más antiguos, pero utilizan «un gran repositorio de conceptualidad filosófica derivada del platonismo contemporáneo, (es decir, del platonismo medio tardío) sin rastros de contenido cristiano».
Según el académico John D. Turner, estudios alemanes y estadounidenses consideran al setianismo como «un fenómeno claramente judío, si bien sincretista y heterodoxo», mientras que los estudios británicos y franceses tienden a ver el setianismo como «una forma de especulación cristiana heterodoxa». Roelof van den Broek señala que es posible que el «setianismo» nunca haya sido un movimiento religioso independiente, y que el término se refiere más bien a un conjunto de temas mitológicos que aparecen en diversos textos.
Según Smith, el setianismo pudo comenzar como una tradición precristiana, posiblemente un culto sincrético que incorporó elementos del cristianismo y el platonismo a medida que crecía. Según Temporini, Vogt y Haase, los setianos tempranos pueden ser idénticos o estar relacionados con los nazarenos, los ofitas o el grupo sectario llamado «herejes» por Filón.
Según Turner, el setianismo estuvo influido por el cristianismo y el platonismo medio, y se originó en el siglo II como fusión de un grupo bautizante judío de posible linaje sacerdotal, los llamados barbeloítas, denominados así por Barbelo, la primera emanación del Dios Supremo, y un grupo de exégetas bíblicos, los setitas, la «simiente de Set». A finales del siglo II, el setianismo crecía aparte de la ortodoxia cristiana en desarrollo, que rechazaba el punto de vista docetista de los setianos sobre Cristo. A comienzos del siglo III, el setianismo fue plenamente rechazado por los heresiólogos cristianos, a la vez que el setianismo se orientaba hacia las prácticas contemplativas del platonismo al tiempo que perdía interés por sus orígenes primigenios. A finales del siglo III, el setianismo fue atacado por neoplatonistas como Plotino, y el setianismo se distanció del platonismo. Entre principios y mediados del siglo IV, el setianismo se fragmentó en varios grupos gnósticos sectarios, como los arcónticos, los audianos, los borboritas y los fibionitas, y quizá los stratiotici y los secundianos. Algunos de estos grupos existieron hasta la Edad Media.

#### Valentinianismo
El valentinianismo debe su nombre a su fundador Valentín (c. 100-180), que fue candidato a obispo de Roma pero creó su propio grupo cuando otra persona fue elegida. El valentinianismo floreció a partir de mediados del siglo II. La escuela fue popular y se extendió por el noroeste de África y Egipto, y por Asia Menor y Siria en el este, e Ireneo nombra específicamente a Valentín como gnostikos. Fue una tradición intelectualmente vibrante, con una forma de gnosticismo elaborada y filosóficamente «densa». Los estudiantes de Valentín elaboraron sus enseñanzas y materiales, y se conocen diversas variedades de su mito central.
El gnosticismo valentiniano puede haber sido más monista que dualista. En los mitos valentinianos, la creación de una materialidad defectuosa no se debe a ningún fallo moral por parte del Demiurgo, sino al hecho de que este es menos perfecto que las entidades superiores de las que emanó. Los valentinianos tratan la realidad física con menos desprecio que otros grupos gnósticos, y conciben la materialidad no como una sustancia separada de lo divino, sino como atribuible a un error de percepción que se simboliza mitopoéticamente como el acto de creación material.
Los seguidores de Valentín intentaron descifrar sistemáticamente las Epístolas, alegando que la mayoría de cristianos cometían el error de leerlas literalmente en lugar de alegóricamente. Los valentinianos entendían el conflicto entre judíos y gentiles en la Epístola a los Romanos como una referencia codificada a las diferencias entre psíquicos (personas que son parcialmente espirituales pero que aún no han logrado la separación de la carnalidad) y pneumáticos (personas totalmente espirituales). Los valentinianos argumentaban que tales códigos eran intrínsecos en el gnosticismo, donde la reserva y el secreto son importantes para asegurar la progresión adecuada hacia el verdadero entendimiento interior.
Según Bentley Layton, el «gnosticismo clásico» y la «Escuela de Tomás» precedieron e influyeron en el desarrollo de Valentín, a quien Layton llamó «el gran reformador [gnóstico]» y «el punto focal» del desarrollo gnóstico. Durante su tiempo en Alejandría, donde nació, Valentín pudo probablemente haber tenido contacto con el maestro gnóstico Basílides, y podría haber sido influenciado por él. Por su parte, Simone Petrement, a la vez que aboga por un origen cristiano del gnosticismo, sitúa a Valentín después de Basílides, pero antes de los setianos. De acuerdo con Petrement, Valentín representó una moderación del antijudaísmo de los primeros maestros helenizados; el demiurgo, ampliamente considerado como una representación mitológica del Dios de los hebreos del Antiguo Testamento (es decir, Jehová), es representado más como ignorante que como malvado.

#### Basilideanos
Los basilidianos o basilideanos fueron fundados por Basílides de Alejandría en el siglo II. Basílides afirmaba haber sido instruido en sus doctrinas por Glauco, discípulo de San Pedro, pero también podría haber sido alumno de Menandro. El basilidismo pervivió hasta finales del siglo IV, en tanto Epifanio sabía de basilidianos que vivían en el delta del Nilo. Sin embargo, estuvo limitado casi exclusivamente a Egipto, si bien según Sulpicio Severo parece haber encontrado entrada en España a través de un tal Marcos de Menfis. San Jerónimo afirma que los priscilianistas estaban «infectados» de basilidismo.

#### Tradiciones tomasinas
Las Tradiciones Tomasinas o Tomasianas se refieren a un grupo de textos que se atribuyen al apóstol Tomás. Entre estos textos se incluyen El Himno de la perla, el Evangelio de Tomás, el Evangelio de la infancia de Tomás, los Hechos de Tomás, el Libro de Tomás el Contendiente, los Salmos de Tomás y el Apocalipsis de Tomás. Karen L. King señala, sin embargo, que el «gnosticismo tomasiano» como categoría separada está siendo criticado, y puede que «no resista la prueba del escrutinio académico».

#### Marción
Marción fue un líder eclesiástico de Sinope (actual Turquía), que predicó en Roma hacia el año 150 d. C., pero fue expulsado y fundó su propia congregación, que se extendió por todo el Mediterráneo. Rechazaba el Antiguo Testamento y seguía un canon cristiano limitado, que incluía solo una versión redactada de Lucas y diez cartas editadas de Pablo. Algunos expertos no lo consideran un gnóstico, pero sus enseñanzas se asemejan claramente a algunas enseñanzas gnósticas. Predicaba una diferencia radical entre el Dios del Antiguo Testamento, el Demiurgo, el «malvado creador del universo material», y el Dios supremo, el «Dios amoroso y espiritual que es el padre de Jesús», que había enviado a Jesús a la tierra para liberar a la humanidad de la tiranía de la Ley judía. Al igual que los gnósticos, Marción sostenía que Jesús era esencialmente un espíritu divino que se aparecía a los hombres con forma humana, y no alguien con un verdadero cuerpo físico. Marción sostenía que el Padre celestial (el padre de Jesucristo) era un dios totalmente ajeno, que no había participado en la creación del mundo, ni tenía conexión alguna con él.

#### Hermetismo
El hermetismo está estrechamente relacionado con el gnosticismo, pero su orientación es más positiva. Las relaciones entre los dos movimientos son complejas, y si bien comparten creeencias similares, por ejemplo, respecto al origen y ascenso del alma, tienen asimismo enormes diferencias (p. ej., con respecto al origen del mundo). Como señala van den Broek, las dos religiones contemporáneas en el mundo greco-latino compartían el énfasis en la gnosis, en su sentido de enfatizar el papel de la iluminación y el conocimiento espiritual esotérico de Dios y del origen divino y destino del ser humano para obtener la liberación del mundo material. Se sabe que los gnósticos que compilaron la biblioteca de Nag Hammadi estaban interesados en los escritos de los hermetistas, como se evidencia en el hecho de que la biblioteca preservó tres obras herméticas, una de las cuales, Discurso sobre la Ogdóada y la Enéada, era completamente desconocida. Con todo, debido a sus grandes diferencias doctrinales, en la investigación académica las dos formas de religión son a menudo estudiadas de manera completamente independiente.

#### Otros grupos gnósticos
- Gnósticos de la serpiente. Los naasenos, los ofitas y los serpentarianos daban prominencia al simbolismo de las serpientes, y la manipulación de serpientes desempeñaba un papel en sus ceremonias.[99]
- Cerinto (c. 100), fundador de una escuela con elementos gnósticos. Al igual que los gnósticos, Cerinto representaba a Cristo como un espíritu celestial separado del hombre Jesús, y citaba al demiurgo como creador del mundo material. A diferencia de los gnósticos, sin embargo, Cerinto enseñaba a los cristianos a observar la ley judía; su demiurgo era santo y no bajo, y predicaba la Segunda Venida. Su gnosis era una enseñanza secreta atribuida a un apóstol. Algunos académicos creen que la Primera epístola de Juan fue escrita como respuesta a Cerinto.[124]
- Los cainitas reciben ese nombre porque Hipólito de Roma afirma que adoraban a Caín, así como a Esaú, Coré y los sodomitas. Hay pocas pruebas sobre la naturaleza de este grupo. Hipólito afirma que creían que la indulgencia en el pecado era la clave para la salvación, porque como el cuerpo es malo, uno debe contaminarlo a través de la actividad inmoral (véase «libertinaje»). El apelativo cainita se utiliza como nombre de un movimiento religioso, y no en el sentido bíblico habitual de personas descendientes de Caín.
- Los carpocratianos, secta libertina que seguía únicamente el Evangelio según los hebreos.[125]
- La escuela de Justino el gnóstico, que combinaba elementos gnósticos con la antigua religión griega.
- Los Borboritas, una secta gnóstica libertina, de la que se dice que desciende de los Nicolaítas.[126]

### Gnosticismo persa
Las Escuelas Persas, que aparecieron en la provincia persa occidental de Babilonia (en concreto, en la provincia sasánida de Asuristán) y cuyos escritos se redactaron originalmente en los dialectos arameos que se hablaban en Babilonia en aquella época, son representativas de lo que se considera una de las formas de pensamiento gnóstico más antiguas. Estos movimientos son generalmente considerados como religiones por derecho propio, en vez de emanaciones del cristianismo o el judaísmo.

#### Maniqueísmo

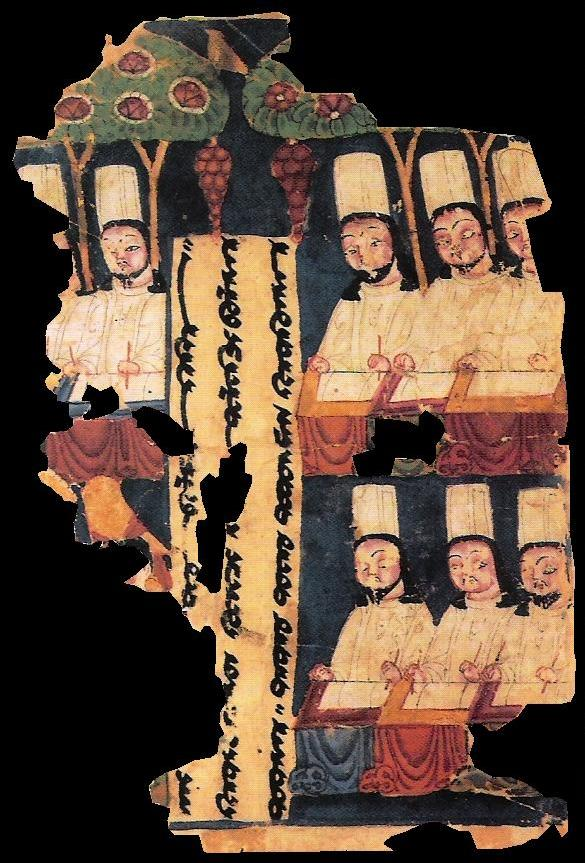
Sacerdotes del maniqueísmo escribiendo en sus escritorios, con una inscripción en un panel en sogdiano. Manuscrito de Khocho, cuenca del Tarim.

El maniqueísmo fue fundado por el profeta Mani (216-276). El padre de Mani era miembro de la secta judeocristiana de los Elcesaitas, un subgrupo de los gnósticos ebionitas. A los 12 y 24 años, Mani tuvo visiones de un «gemelo celestial» suyo, que le llamaba a abandonar la secta de su padre y predicar el verdadero mensaje de Cristo. Entre los años 240 y 241, Mani viajó al reino indogriego de los sacas, en el actual Afganistán, donde estudió el hinduismo y sus diversas filosofías existentes. A su regreso, en 242, se unió a la corte de Sapor I, a quien dedicó su única obra escrita en persa, conocida como el Shabuhragan. Los originales estaban escritos en arameo siríaco, en un alfabeto maniqueo único.
El maniqueísmo concibe dos reinos coexistentes de luz y oscuridad engarzados en conflicto. Ciertos elementos de la luz quedaron atrapados en la oscuridad, y el propósito de la creación material es emprender el lento proceso de extracción de estos elementos individuales. Al final, el reino de la luz prevalecerá sobre las tinieblas. El maniqueísmo hereda esta mitología dualista del zoroastrismo zurvanista, en el que al espíritu eterno Ahura Mazda se opone su antítesis, Angra Mainyu. Esta enseñanza dualista encarnaba un elaborado mito cosmológico que incluía la derrota de un hombre primigenio por los poderes de las tinieblas que devoraban y aprisionaban las partículas de luz.
Según Kurt Rudolph, el declive del maniqueísmo que se produjo en Persia en el siglo V fue demasiado tardío para impedir la propagación del movimiento hacia Oriente y Occidente. En Occidente, las enseñanzas de la escuela se trasladaron a Siria, el norte de Arabia, Egipto y el norte de África.Hay evidencia de maniqueos en Roma y Dalmacia en el siglo IV, y también en Galia y España. Desde Siria se extendió a Palestina, Asia Menor y Armenia. La influencia del maniqueísmo fue atacada por electos imperiales y escritos polemicistas, pero la religión siguió siendo prevalente hasta el siglo VI, y todavía ejerció influencia en el surgimiento de los paulicianos, bogomilos y cátaros en la Edad Media, hasta que finalmente fue erradicada por la Iglesia católica.
En Oriente, relata Rudolph, el maniqueísmo pudo florecer gracias a que el Islam naciente había roto el monopolio religioso que hasta entonces ostentaban el cristianismo y el zoroastrismo. En los primeros años de la conquista árabe, el maniqueísmo volvió a encontrar seguidores en Persia (sobre todo entre los círculos cultos), pero floreció sobre todo en Asia Central, a donde se había extendido a través de Irán. Allí, en el 762, el maniqueísmo se convirtió en la religión estatal del Imperio uigur.

### Edad Media
Tras su declive en el mundo mediterráneo, el gnosticismo sobrevivió en las periferias del Imperio bizantino y resurgió en el mundo occidental. Los paulicianos, un grupo adopcionista que floreció entre 650 y 872 en Armenia y en los temas orientales del Imperio bizantino, fueron acusados por fuentes medievales ortodoxas de ser cristianos gnósticos y cuasi maniqueos. Asimismo, los bogomilos, una síntesis del paulicianismo armenio y el movimiento reformista de la Iglesia ortodoxa búlgara, surgieron en Bulgaria entre 927 y 970 y se extendieron por toda Europa.
Los cátaros (o albigenses) también fueron acusados por sus enemigos de tener rasgos de gnosticismo, aunque se discute si los cátaros tenían o no una influencia histórica directa del gnosticismo antiguo. Si sus críticos son fiables, las concepciones básicas de la cosmología gnóstica se encuentran en las creencias cátaras (más claramente en su noción de un dios creador menor y satánico), aunque aparentemente no le dieron ninguna relevancia especial al conocimiento (gnosis) como una fuerza salvífica efectiva.

#### Islam

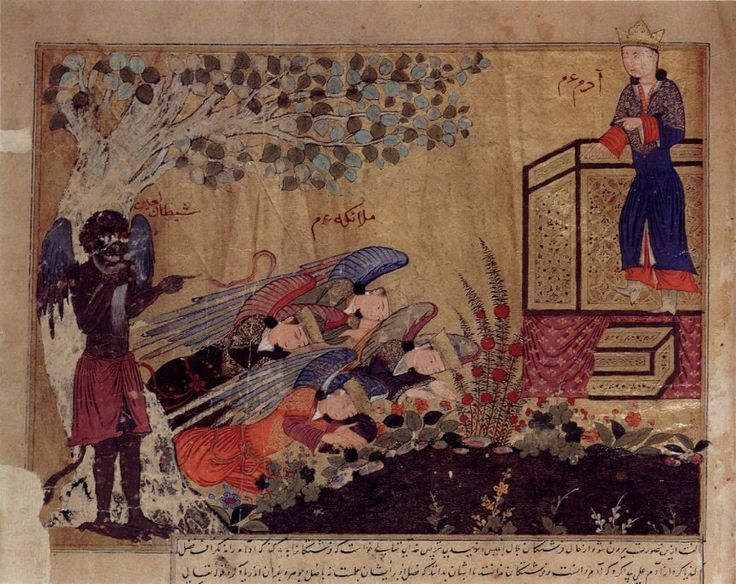
Algunas interpretaciones sufistas describen a Iblís como gobernante de los deseos materiales de una manera que se asemeja al Demiurgo gnóstico.

El corán, al igual que la cosmología gnóstica, hace una clara distinción entre este mundo y el más allá. Se piensa comúnmente que Dios está más allá de la comprensión humana. En algunas escuelas de pensamiento islámico, Dios es identificable con la Mónada.
Sin embargo, según el islam y a diferencia de la mayoría de las sectas gnósticas, no es el rechazo de este mundo sino la realización de buenas obras lo que conduce al Paraíso. Según la creencia islámica en el tauhid («unificación de Dios»), no queda lugar para una deidad inferior como el demiurgo.Según el islam, tanto el bien como el mal provienen de un solo Dios, una posición a la que se oponen especialmente los maniqueos. Ibn al-Muqaffa', un apologista maniqueo que más tarde se convirtió al islam, describió al Dios abrahámico como una entidad demoníaca que «lucha con los humanos y se jacta de sus victorias» y «está sentado en un trono del que puede descender». Sería imposible que tanto la luz como la oscuridad fueran creadas de una sola fuente, ya que se las consideraba dos principios eternos diferentes. Los teólogos musulmanes contraatacaron con el ejemplo de un pecador reincidente que dice: «Me acosté y me arrepiento», lo que demostraría que el bien también puede surgir del mal.
El islam también ha integrado rastros de una entidad a la que se le dio autoridad sobre el mundo inferior en algunos escritos tempranos: algunos sufíes consideran a Iblís como el dueño de este mundo y se dice que los humanos deben evitar los tesoros de este mundo ya que le pertenecerían.
En la obra chiita ismailita Umm al-Kitab, el papel de Azazil se asemeja al del demiurgo. Al igual que el demiurgo, está dotado de la capacidad de crear un mundo y busca encarcelar a los humanos en el mundo material, pero aquí, su poder es limitado y depende del Dios superior. Tal concepto antropogénico se puede encontrar con frecuencia entre las tradiciones ismailitas. De hecho, el ismailismo ha sido a menudo criticado por los sunitas como no islámico. Al-Ghazali los caracterizó como un grupo que son chiitas exteriormente pero eran seguidores de una religión dualista y filosófica.
Se pueden encontrar más rastros de ideas gnósticas en la antropogenia sufí. Al igual que la concepción gnóstica de los seres humanos prisioneros de la materia, las tradiciones sufíes reconocen que el alma humana es cómplice del mundo material y está sujeta a los deseos corporales de manera similar a la forma en que las esferas arcónticas envuelven al pneuma. Por lo tanto, el ruh (pneuma, espíritu) debe obtener la victoria sobre el nafs (psique o alma) inferior y ligado a la materia para superar su naturaleza animal. Un ser humano capturado por sus deseos animales, reclama erróneamente autonomía e independencia del «Dios superior», asemejándose así a la deidad inferior en las tradiciones gnósticas clásicas. Sin embargo, dado que el objetivo no es abandonar el mundo creado, sino simplemente liberarse de los deseos inferiores, se puede discutir si esto todavía puede considerarse gnóstico, o más bien una finalización del mensaje de Mahoma.
Es posible que las ideas gnósticas fueron una parte influyente del desarrollo islámico temprano, pero luego perdieron su influencia. Sin embargo, metáforas sobre la luz y la idea de la unidad de la existencia (en árabe: وحدة الوجود, romanizado: wajdat al-wuyūd) prevalecieron todavía en el pensamiento islámico posterior, como el de ibn Sina.

#### Cábala
Gershom Scholem, historiador de la filosofía judía, escribió que varias ideas gnósticas fundamentales reaparecen en la Cábala medieval, donde se utilizan para reinterpretar fuentes judías anteriores. En estos casos, según Scholem, textos como el Zohar adaptaron preceptos gnósticos para la interpretación de la Torá, sin emplear el lenguaje del gnosticismo. Scholem propuso además que existió un gnosticismo judío que influyó en los orígenes del gnosticismo cristiano.
Dado que algunos de los textos cabalísticos datados más antiguos surgieron en la Provenza medieval, época en la que también se supone que los movimientos cátaros estaban activos, Scholem y otros eruditos de mediados del siglo XX argumentaron que existía una influencia mutua entre ambos grupos. Según Dan Joseph, esta hipótesis no ha sido corroborada por ningún texto existente.
Sin embargo, Moshe Idel ha argumentado que las ideas gnósticas o esotéricas que se encuentran en la Cábala tienen raíces judías desde tiempos antiguos, aunque no tenemos registros escritos de ellas.

### Tiempos modernos
Los mandeos, que hoy se encuentran en Irak, Irán y comunidades de la diáspora, son un antiguo grupo etnoreligioso gnóstico que sigue a Juan el Bautista y ha sobrevivido desde la antigüedad. Su nombre proviene del arameo manda, que significa conocimiento o gnosis. Se cree que hay entre 60.000 y 70.000 mandeos en todo el mundo. Desde el descubrimiento de la biblioteca de Nag Hammadi se han creado o refundado varios organismos eclesiásticos gnósticos modernos, entre ellos la Ecclesia Gnostica, la Iglesia Apostólica Juanita, la Ecclesia Gnostica Catholica, la Iglesia Gnóstica de Francia, la Iglesia Tomásina, la Iglesia Gnóstica de Alejandría y el Colegio Norteamericano de Obispos Gnósticos. Varios pensadores del siglo XIX, como Arthur Schopenhauer, Albert Pike y Madame Blavatsky, estudiaron extensamente el pensamiento gnóstico y se vieron influenciados por él, e incluso figuras como Herman Melville y W. B. Yeats tuvieron una influencia más tangencial. Jules Doinel "restableció" una iglesia gnóstica en Francia en 1890, que modificó su forma a medida que pasaba por varios sucesores directos (Fabre des Essarts como Tau Synésius y Joanny Bricaud como Tau Jean II, entre los más notables), y, aunque pequeña, sigue activa en la actualidad.
A principios del siglo XX, entre los pensadores que estudiaron profundamente el gnosticismo y se vieron influenciados por él se encuentran Carl Gustav Jung (quien lo apoyó), Eric Voegelin (quien se opuso a él), Jorge Luis Borges (quien lo incluyó en muchos de sus relatos) y Aleister Crowley, con figuras como Hermann Hesse recibiendo una influencia más moderada. René Guénon fundó en 1909 la revista gnóstica La Gnose, antes de adoptar una postura más perenne y fundar su escuela tradicionalista. Organizaciones gnósticas thelemitas, como la Ecclesia Gnostica Catholica y la Ordo Templi Orientis, se remontan al pensamiento de Crowley. El descubrimiento y la traducción de la biblioteca de Nag Hammadi después de 1945 tuvo un enorme impacto en el gnosticismo desde la Segunda Guerra Mundial. Entre los intelectuales que se vieron fuertemente influenciados por el gnosticismo en este período se encuentran Lawrence Durrell, Hans Jonas, Philip K. Dick y Harold Bloom, mientras que Albert Camus y Allen Ginsberg tuvieron una influencia más moderada. Celia Green ha escrito sobre el cristianismo gnóstico en relación con su propia filosofía. Alfred North Whitehead conocía la existencia de los pergaminos gnósticos recién descubiertos. En consecuencia, Michel Weber ha propuesto una interpretación gnóstica de su metafísica tardía.

## Enfoques psicológicos
Carl Gustav Jung abordó el gnosticismo desde una perspectiva psicológica, que fue seguida por Gilles Quispel. Según este enfoque, el gnosticismo es un mapa para el proceso de individuación humano en el que una persona integrada, centrada en el sí-mismo, se desarrolla a partir de la personalidad fragmentaria de la edad joven. Según Quispel, la gnosis es una tercera fuerza en la cultura occidental, junto con la fe y la razón, que ofrece una consciencia experiencial de este sí-mismo.
Según Ioan Petru Culianu, la gnosis es posible gracias a las operaciones universales de la mente, a las que se puede llegar "en cualquier momento y en cualquier lugar". Edward Conze hizo una sugerencia similar al indicar que las similitudes entre prajñā y sophia podían deberse a "las modalidades reales de la mente humana", que en ciertas condiciones dan lugar a experiencias similares.

## Edición en castellano
- Culianu, Ioan Petru (2024). El árbol de la gnosis. Mitología gnóstica del cristianismo primitivo al nihilismo moderno. Erasmus. ISBN 978-84-10199-53-8.
- García Bazán, Francisco (2003-2017). La Gnosis eterna. Antología de textos gnósticos griegos, latinos y coptos. Obra completa en tres volúmenes. Madrid: Editorial Trotta.

1. Volumen I. 2003. ISBN 978-84-8164-585-9.
2. Volumen II. Pístis Sophía / Fe Sabiduría. 2007. ISBN 978-84-8164-852-2.
3. Volumen III. Gnósticos libertinos y testimonios hermético-gnósticos, alquímicos y neoplatónicos. 2017. ISBN 978-84-9879-684-1.

- García Bazán, Francisco, ed. (2006). El Evangelio de Judas. Madrid: Editorial Trotta. ISBN 978-84-8164-837-9.
- Jonas, Hans (2000, 2003). La religión gnóstica. El mensaje del Dios Extraño y los comienzos del cristianismo. Madrid: Editorial Siruela. ISBN 978-84-7844-492-2.
- Montserrat Torrents, José (1990). Los Gnósticos. Obra completa. Madrid: Editorial Gredos.

1. Volumen I: Los Gnósticos I. ISBN 978-84-249-0884-3.
2. Volumen II: Los Gnósticos II. ISBN 978-84-249-0885-0.

- Piñero, Antonio (ed.). Textos Gnósticos. Biblioteca de Nag Hammadi. Obra completa. Madrid: Editorial Trotta.

1. Volumen I: Tratados Filosóficos y Cosmológicos. Colaboradores: Traducción, introducción y notas de Antonio Piñero, José Montserrat Torrents, Francisco García Bazán, Fernando Bermejo y Alberto Quevedo. Tapa dura, 1997 (3.ª edición 2007). ISBN 978-84-8164-884-3.
2. Volumen II: Evangelios, Hechos, Cartas. Colaboradores: Traducción, introducción y notas de Antonio Piñero, José Montserrat Torrents, Francisco García Bazán, Fernando Bermejo y Ramón Trevijano Etcheverría. Tapa dura, 1999 (4.ª edición 2009). ISBN 978-84-8164-885-0.
3. Volumen III: Apocalipsis y otros escritos. Colaboradores: Traducción, introducción y notas de Antonio Piñero, José Montserrat Torrents, Francisco García Bazán, Gonzalo Aranda, Fernando Bermejo, María Luz Mangado y Alberto Quevedo. Tapa dura, 2000 (2.ª edición 2009). ISBN 978-84-9879-020-7.

- Piñero, Antonio (2025). Gnosis. Conocimiento de lo oculto. La gnosis judía y cristiana explicada por sus textos. Editorial Trotta. ISBN 978-84-1364-307-6.